# Trgetari
 Trgetari  (olaszul: Traghettari) falu Horvátországban, Isztria megyében. Közigazgatásilag Rašához tartozik.

## Fekvése
Az Isztria keleti részén, Labin központjától 14 km-re, községközpontjától 10 km-re délnyugatra a Raša-öböl északkeleti partja felett fekszik.

## Története
A településnek 1880-ban 256, 1910-ben 276 lakosa volt. Az első világháború után Olaszországhoz került. A második világháború után Jugoszlávia része lett. Jugoszlávia felbomlása után 1991-ben a független Horvátország része lett. 2011-ben a falunak 50 lakosa volt.

## Nevezetességei
Stanišovi településrésztől 300 méterre nyugatra található a román stílusú Szent Jeromos templom. A templom eredetileg egyhajós volt, kidomborodó félköríves apszissal és a homlokzat feletti harangdúccal. Faragott kőtömbökből épül fel, amelyek egyenlőtlen vastagságú sorokba vannak rendezve. Belül beépített római kőburkolat található, a templom elején pedig egy rusztikus dombormű látható, amely az Angyali üdvözlet angyalát ábrázolja. A templom padlója palákkal van kikövezve. A belső falakon az egykor felszentelt keresztek maradványai láthatók. Ma a templom romos állapotban van, tető és a homlokzat egy része nélkül.

## Lakosság
| Lakosság változása | Lakosság változása | Lakosság változása | Lakosság változása | Lakosság változása | Lakosság változása | Lakosság változása | Lakosság változása | Lakosság változása | Lakosság változása | Lakosság változása | Lakosság változása | Lakosság változása | Lakosság változása | Lakosság változása | Lakosság változása |
| ------------------ | ------------------ | ------------------ | ------------------ | ------------------ | ------------------ | ------------------ | ------------------ | ------------------ | ------------------ | ------------------ | ------------------ | ------------------ | ------------------ | ------------------ | ------------------ |
| 1857               | 1869               | 1880               | 1890               | 1900               | 1910               | 1921               | 1931               | 1948               | 1953               | 1961               | 1971               | 1981               | 1991               | 2001               | 2011               |
| 0                  | 0                  | 256                | 286                | 294                | 276                | 0                  | 0                  | 328                | 264                | 183                | 92                 | 79                 | 64                 | 59                 | 50                 |